# Тверді розчини заміщення
Тверді́ ро́зчини замі́щення (рос. твердый раствор замещения, англ. substitutional solid solution, substitutional isomorphic mixture) — розчини, в яких атоми, іони однієї речовини (розчинника) заміщуються атомами, іонами іншої речовини, які статистично розміщуються в тих самих регулярних вузлах кристалічної ґратки. Тверді розчини заміщення називають також змішаними кристалами, які утворюються внаслідок ізоморфного ізовалентного заміщення часток однієї речовини іншою.
У простих речовинах один одного заміщують атоми або молекули. В іонних кристалах можуть заміщуватись як катіони, так і аніони. Найпоширенішим типом заміщення є взаємне заміщення катіонів.
Здатність атомів, іонів входити в структуру іншої речовини залежить як від індивідуальних властивостей атома або іона (розмір, заряд, електронна конфігурація, здатність до поляризації тощо), так і від властивостей кристалічної структури самої матриці (розмір елементарної комірки, характер хімічного зв'язку і тощо).

## Умови утворення твердих розчинів заміщення
Утворення твердих розчинів заміщення можливе за дотримання таких умов:
1. Атоми та іони, що заміщують один одного, повинні мати приблизно однакові розміри (15% критерій Гольдшмідта) та близькі розміри вихідних елементарних комірок.
2. Структурні типи розчинника й речовини, яка розчиняється, мають бути однаковими (ізоструктурними) або подібними.
3. Також критерієм є подібність електронної конфігурації, яка визначає однотипність хімічного зв'язку й поляризаційних властивостей атомів або іонів, що взаємно заміщують один одного.

## Неперервний ряд твердих розчинів
Якщо атоми однієї речовини заміщуються атомами іншої речовини в широких межах, враховуючи повне заміщення власних атомів, то утворюється неперервний ряд твердих розчинів. Таку необмежену розчинність (здатність утворювати тверді розчини при будь-яких пропорціях компонентів) мають лише метали з кристалічною граткою одного типу за умови, що параметри їх кристалічних ґраток відрізняються не більше як на 8-15 процентів. Проте взаємне заміщення атомів у кристалічній структурі не обов'язково пов'язане з такою ізоструктурністю. Необмежену розчинність мають, наприклад, Сu і Ni; Fе і Ni; Fе і Сr; Fе і Со; Со і Ni; Аs і Sb; Аu і Аg; Аu і Сu; Ві і Sb.

## Обмежені тверді розчини
Поширенішим є випадок, коли розчиняються не ізоструктурні і навіть не ізоморфні речовини. Елементи з кристалічними ґратками різного типу, якщо їх атоми близькі за розмірами, можуть розчинюватись один в одному обмежено, утворюючи обмежені тверді розчини. Чим більша різниця в розмірах атомів компонентів, тим менше вони розчинюються у твердому стані.